# Louise de Danemark (1750-1831)
Pour les articles homonymes, voir Louise de Danemark.
Louise de Danemark et Norvège (en danois Louise af Danmark og Norge), née le 30 janvier 1750 au palais de Christiansborg (royaume de Danemark et de Norvège) et décédée le 12 janvier 1831 au château de Gottorf (duché de Schleswig), était une princesse de Danemark et de Norvège devenue landgravine de Hesse-Cassel à la suite de son mariage avec Charles de Hesse-Cassel.

## Biographie

### Naissance et famille

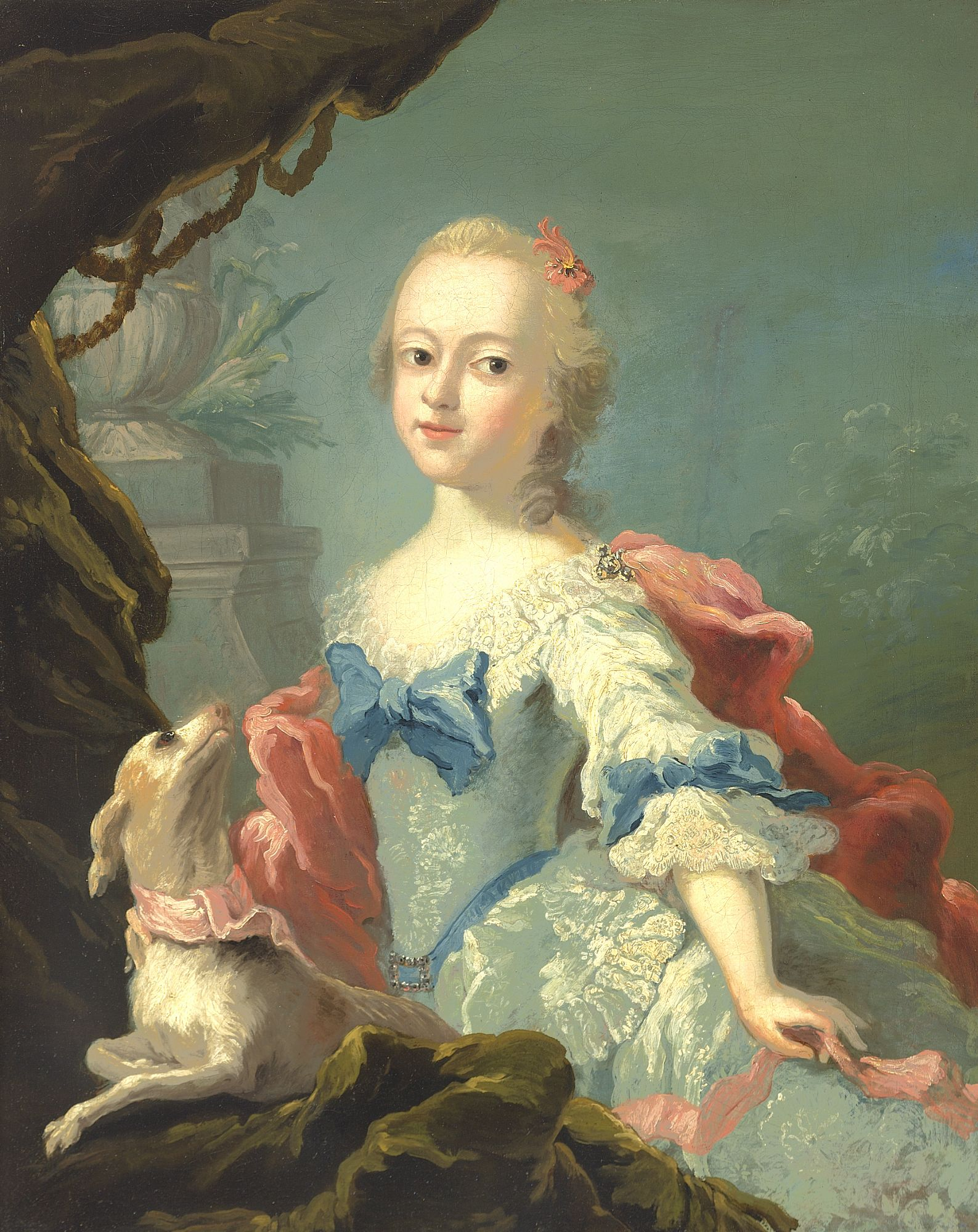
La princesse Louise enfant. Portrait par Peder Als, années 1760.

La princesse Louise de Danemark est née le 30 janvier 1750 au palais de Christiansborg, résidence principale de la monarchie danoise sur l'île de Slotsholmen au centre de Copenhague. Elle est le dernier enfant du roi Frédéric V de Danemark et de sa première épouse Louise de Grande-Bretagne. Par sa mère elle est la petite-fille du roi George II de Grande-Bretagne. La princesse Louise appartient à une famille déjà composée de deux petites filles, les princesses Sophie-Madeleine (née en 1746) et Wilhelmine-Caroline (née en 1747), et un jeune garçon, le prince héritier Christian, futur roi Christian VII (né en 1750). En 1752, elle perd sa mère à l'âge de presque 2 ans lorsque la reine Louise meurt en couches à 27 ans. L'année suivant sa mort, son père se remarie avec la princesse Juliane-Marie de Brunswick.
La princesse Louise est considérée comme la plus belle et la plus intelligente des enfants de Frédéric V, mais aussi la plus réservée. Sœur préférée de Christian VII, il est déjà dès l'enfance fortement attaché à sa « Louison », comme il l'appelle,.

### Mariage

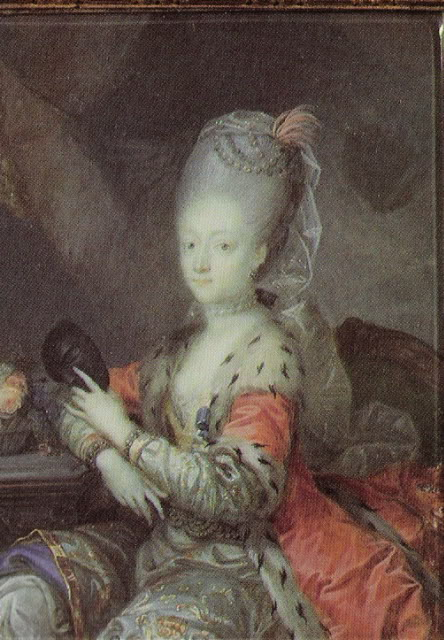
Portrait en minature de la princesse Louise en 1772.

En 1756, la sœur de la reine Louise, la princesse Marie de Grande-Bretagne, qui avait été séparée de son mari, le landgrave Frédéric II de Hesse-Cassel, s'installe au Danemark pour s'occuper des enfants de sa sœur décédée. Elle emmène avec elle ses trois fils, qui sont élevés à la cour royale danoise avec leur cousins danois. Le 30 août 1766 la princesse Louise épouse à la chapelle du palais de Christiansborg le deuxième aîné de ces cousins, le prince Charles de Hesse-Cassel. Le mariage a lieu malgré l'opposition, entre autres, de l'homme d'État Johann Hartwig Ernst von Bernstorff, mais est exécuté avec l'approbation de Christian VII, car le prince Charles est en grande faveur auprès du roi à cette époque.

### Princesse de Hesse
Cependant, l'affection du roi pour son beau-frère s'est rapidement estompée après le mariage et Charles et Louise quitte Copenhague au printemps 1767 pour aller vivre chez la mère de Charles à Hanau en Hesse, où leurs deux premiers enfants sont également nés. Après que le prince Charles est nommé gouverneur de la couronne danoise dans les duchés de Schleswig et Holstein, ils vivent à partir de 1769 au château de Gottorf à la ville de Schleswig, la résidence habituelle des gouverneurs de Schleswig et Holstein. En 1770, elle reçoit de son frère le château de Louisenlund, qui porte son nom, non loin du bras de la mer Baltique, la Schlei.

## Famille
Le 30 août 1766, au château de Christiansborg, elle épouse Charles de Hesse-Cassel. De cette union sont issus :
- Marie-Sophie (1767-1852), princesse de Hesse, qui épouse le 31 juillet 1790 son cousin le futur Frédéric VI de Danemark ;
- Guillaume, prince de Hesse (1769-1772) ;
- Frédéric, prince de Hesse (1771-1845), général et gouverneur des duchés de Schleswig-Holstein, vice-gouverneur de Norvège en 1810-1813 ;
- Julienne, princesse de Hesse (1773-1860), abbesse protestante à Itzehoe ;
- Christian, prince de Hesse (1776-1814) ;
- Louise-Caroline, princesse de Hesse (1789-1867), qui épouse en 1810 le futur duc Frédéric-Guillaume de Schleswig-Holstein-Sonderbourg-Glücksbourg.